# برایان جی‌ایس
برایان جی‌ایس (انگلیسی: Brian Jayes؛ 13 December 1932 – ۱۹۷۸ (۴۵−۴۶ سال)) بازیکن فوتبال بود.
از باشگاه‌هایی که در آن بازی کرده‌است می‌توان به باشگاه فوتبال منزفیلد تاون اشاره کرد.